# Delias niepelti
Delias niepelti är en fjärilsart som beskrevs av Ribbe 1900. Delias niepelti ingår i släktet Delias och familjen vitfjärilar. Inga underarter finns listade i Catalogue of Life.